# Бархом, Ашраф
Ашра́ф Бархо́м (англ. Ashraf Barhoum, араб. أشرف برهوم‎; род. 8 января 1979, Маалот-Таршиха, Галилея, Израиль) — палестино-израильский актёр. Наиболее известен по роли Джамаля Аль-Файеда в телесериале «Тиран». Также снялся в таких фильмах, как «Рай сегодня», «Сирийская невеста», «Агора» и «Королевство».

## Биография
Бархом является палестинским христианином. Вырос в маленькой деревне под названием Маалот-Таршиха в Галилее. Имеет трёх сестёр. Бархом участвовал во многих школьных спектаклях, прежде чем поступить в Хайфский университет, где получил степень бакалавра по специальности «Театр и искусства».

## Фильмография

### Кино
| Год  | Название на русском             | Название на английском | Роль                     | Примечания |
| ---- | ------------------------------- | ---------------------- | ------------------------ | ---------- |
| 2015 | Кумир                           | The Idol               | Хехлер                   |            |
| 2014 | 300 спартанцев: Расцвет империи | 300: Rise of an Empire | генерал Бандари          |            |
| 2013 | Спаситель                       | The Savior             | Иуда Искариот            |            |
| 2012 | Наследство                      | Inheritance            | Марван                   |            |
| 2012 | Зайтун                          | Zaytoun                | боец                     |            |
| 2011 | Кориолан                        | Coriolanus             | Кассий                   |            |
| 2010 | Битва титанов                   | Clash of the Titans    | Озал                     |            |
| 2009 | Ливан                           | Lebanon                | ливанский фалангист      |            |
| 2009 | Агора                           | Agora                  | Аммоний                  |            |
| 2007 | Королевство                     | The Kingdom            | полковник Фарис Аль-Гази |            |
| 2005 | Рай сегодня                     | Paradise Now           | Абу-Карем                |            |
| 2004 | Сирийская невеста               | The Syrian Bride       | Марван                   |            |
| 2004 | Колумбийская любовь             | Ahava Colombianit      | Самир                    |            |
| 2002 |                                 | In the 9th Month       | Ахмад                    |            |

### Телевидение
| Год     | Название на русском | Название на английском | Роль              | Примечания                  |
| ------- | ------------------- | ---------------------- | ----------------- | --------------------------- |
| 2014–15 | Тиран               | Tyrant                 | Джамаль Аль-Файед | Постоянная роль; 22 эпизода |
| 2013    | Любыми средствами   | By Any Means           | Ахмед             | Эпизод 1х5                  |